# 四斑锯螯蛛
四斑锯螯蛛（学名：Dyschiriognatha quadrimaculata）为肖峭科锯螯蛛属的动物。分布于日本、朝鲜以及中国大陆的浙江、江西、湖南、湖北、广东、福建、江苏、安徽、北京等地，常生活于稻田植物底层及水边以及旱地。该物种的模式产地在日本。